# Pasqual Pere Moles i Corones
Pasqual Pere Moles i Corones (Valence, 1741 — Barcelone, 1797) est un graveur espagnol.
Il est le cofondateur et le premier directeur de l'École de la Llotja.

## Biographie
Fils du libraire Salvador Moles, Pasqual Pere Moles i Corones naît à Valence (Espagne) le 13 octobre 1741.
Disciple de José Vergara Gimeno (es) et de José Camarón Boronat, il étudie ensuite à la nouvelle Académie royale des beaux-arts de San Carlos à Valence avec Vicente Galcerán (es). Il est également l'élève de Francesc Tramulles (es) à Barcelone.
Après s'être installé dans cette ville, il devient en 1762 graveur pour la Chambre de commerce et grave trois planches d'après des dessins de Tramulles pour l'ouvrage Máscara Real executada por los Colegios y Gremios de la Ciudad de Barcelona para festejar el feliz y deseado arribo de nuestros Augustos Soberanos, Don Carlos III y Dª María Amalia de Saxonia (Masque royal produit par les collèges et les corporations de la ville de Barcelone pour célébrer l'arrivée heureuse et désirée de nos augustes souverains, Don Carlos III et Dª María Amalia de Saxe, publié en 1764), pour lequel il obtiendra la nomination d'académicien surnuméraire de l'Académie royale des Beaux-Arts de San Fernando en décembre 1765. En 1764, le Conseil Royal et le Consulat lui accordent le titre de graveur. 
Grâce à une bourse de la Chambre de Commerce, Moles i Corones poursuit ses études à Paris de 1766 à 1774, où il est l'élève de Dupuis et de Charles-Nicolas Cochin. Il retourne parfois en Catalogne, et devient le fondateur en 1775 de l'Escola Gratuïta de Disseny i Nobles Arts (École gratuite de dessin et des beaux-arts), qui deviendra l'École de la Llotja, parrainée par la Chambre de Commerce. Installée dans le bâtiment de la Loge de mer de Barcelone, elle est le germe de l'école officielle des beaux-arts de Barcelone : Moles i Corones insuffle avec énergie l'académisme d'Anton Raphael Mengs et s'oppose aux collèges professionnels de peintres et de sculpteurs. Tout en consolidant l'école et en jetant les bases de son musée, qui devient le premier musée d'art de Catalogne — devenu aujourd'hui l'Académie royale catalane des beaux-arts de Sant Jordi —, il continue à travailler comme graveur de reproduction en utilisant les techniques de la taille-douce. 

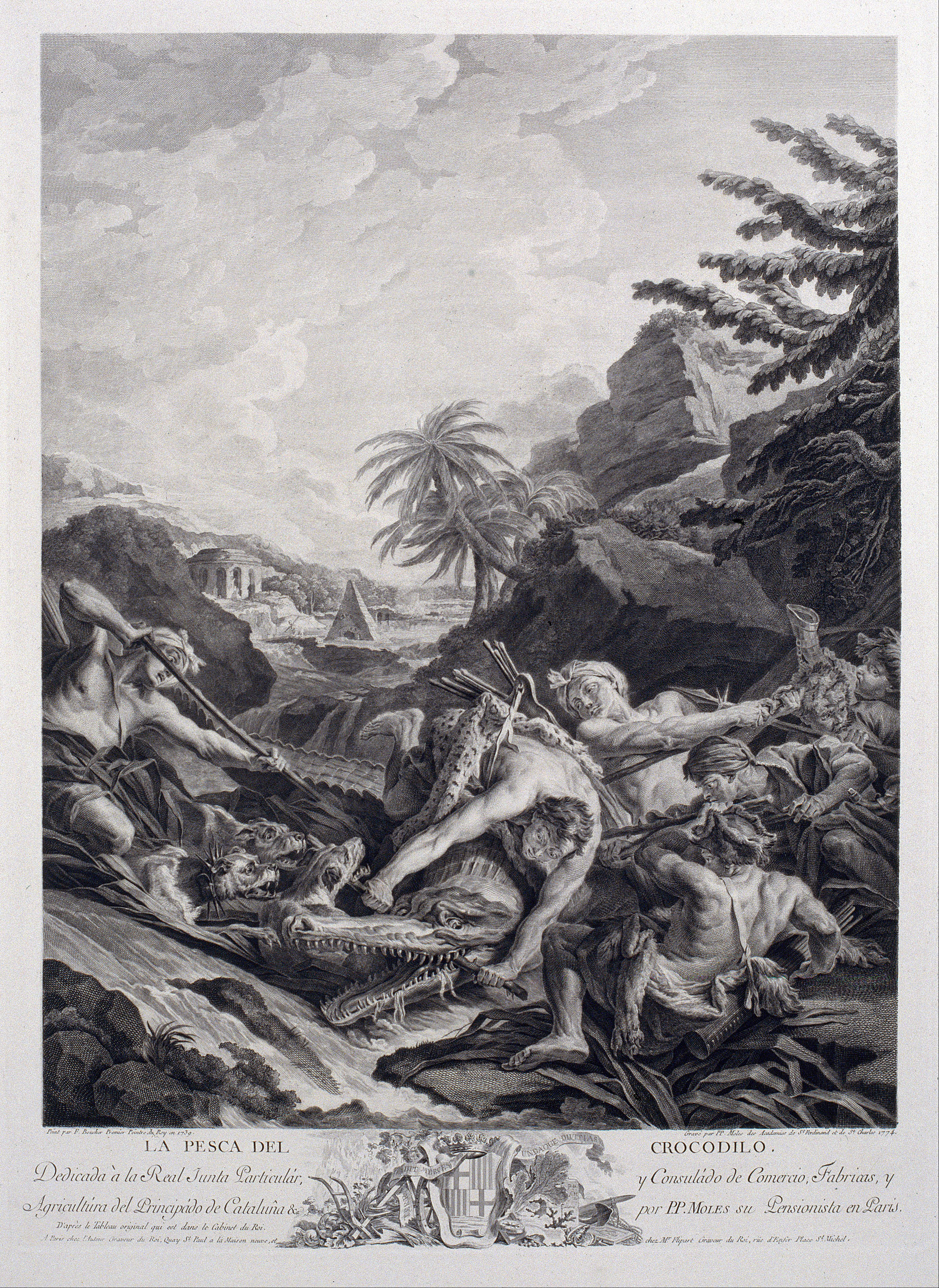
La caza del cocodrilo, eau-forte et burin (1777, Musée national d'Art de Catalogne).

En 1777, il réalise notamment La caza del cocodrilo (La chasse du crocodile), d'après un tableau de François Boucher, avec sa dédicace « au Conseil privé royal et au Consulat du commerce, des manufactures et de l'agriculture de la Principauté de Catalogne ». À partir de 1779, il travaille intensément à l'illustration des Memorias históricas d'Antonio de Capmany y de Montpalau.
En 1792, Moles i Corones se rend à Valence, où il échange dessins et des plaques gravées avec l'Académie de San Carlos. En 1796, il réintroduit l'étude du modèle vivant au sein de l'institution. Il est académicien à San Carlos, à San Fernando et à Paris.
Il reproduit sur cuivre des œuvres de Tramulles, Muntanya (es), Reni, Boucher et Van Loo. Son portrait d'Isabelle de Villena réalisé pour une édition de Vita Christi est « remarquable ».
Après une brève période de déséquilibre mental, peu remarquée par son entourage, il se suicide en se jetant par une fenêtre de l'École de la Llotja dont il est le directeur, le 26 octobre 1797.